# برتيليمي شارل جوزيف دو مورتييه
برتيليمي شارل جوزيف دو مورتييه (بالفرنسية: Barthélemy Charles Joseph Dumortier)‏ عالم نبات بلجيكي (1797 - 1878). كان أول مدير للجمعية الملكية البلجيكية لعلم النبات. ساهم في تأسيس الحديقة النباتية في بروكسل على نمط حدائق كيو الملكية في لندن.